# Be An Angel
Be An Angel Romania (BAAR) je rumunská lidskoprávní organizace založená v Kluži Lucianem Dunăreanu, aktivistou za LGBT práva. Ačkoliv jejím předmětem činnosti je boj s veškerými formami diskriminace v rumunské společnosti, z velké části orientuje zejména na pole LGBT práv a diskriminace sexuálních menšin.
Od roce 2004 Be An Angel organizuje každoroční mezinárodní filmový festival Gay Film Nights v Kluži na podporu LGBT kultury a kinematografie. V roce 2007 se konal v období mezi 15. a 21. říjnem. Součástí události je i udělování cen Gay Prize Gala (v rumunštině Gala Premiilor Gay) za celoživotní přínosy gay komunitě, mezi něž patří LGBT aktivismus, nejlepší gay publikace a nejsilnější podpora LGBT ze strany známých osobností. Součástí Gay Prize Gala je také sekce „black ball“ (černý míč), která uděluje anticenu za nejhomofobnější projev v řadách známých osobností. V roce 2006 tuto cenu obdržel Gigi Becali za své homofobní postoje a jedovaté poznámky ke konání pochodu hrdosti GayFest v Bukurešti.